# Exordium
Het exordium is in de retorica een inleiding die voorkomt bij betoogteksten. 
Het bestaat uit drie doelen: 
- de docilis of het docere: het publiek inlichten
- de attentus of het placere, de aandacht trekken en behagen van het publiek
- de benevolus of het persuadere, het publiek op je hand te krijgen, voor het betoog van de spreker.

De captatio benevolentiae is het hanteren van een grapje of een compliment naar de aanhoorders om hen gunstig te stemmen en de aandacht te trekken. Ze is zeer vaak de hoofdzin van het exordium.
Er bestaan verschillende soorten exordia:
- Directum ac simplex: waar de redenaar zijn geval duidelijk en zonder omwegen voorstelt. Dit wordt gebruikt bij de niet al te moeilijke gevallen.
- Per insinuationem: een voorzichtige benadering van het onderwerp met veel omwegen en aandacht voor de captatio benevolentiae. Dit wordt gebruikt bij de moeilijke gevallen, wanneer de aangeklaagde bijvoorbeeld echt in de fout is en er dus veel tact gevraagd is om hem gunstig voor te stellen.
- Ex abrupto: Vrij bruusk naar de kern van de zaak gaan. Gebruikt bij emotionele zaken, om de tegenstrever rechtstreeks te confronteren.
- Solemne: Bij belangrijke aangelegenheden en plechtige omstandigheden zoals een begrafenis of een huldiging.